# گوسپودینووو (استان وارنا)
گوسپودینووو (به بلغاری: Gospodinovo) یک منطقهٔ مسکونی در بلغارستان است که در استان وارنا واقع شده‌است.
 گوسپودینووو  ۳۲۳ نفر جمعیت دارد و ۱۳۷ متر بالاتر از سطح دریا واقع شده‌است.